# Hof Lauterbach
Hof Lauterbach ist ein Gutshof und Weiler im Gebiet der Gemeinde Vöhl im nordhessischen Landkreis Waldeck-Frankenberg. Der kleine Ort liegt in der Gemarkung des Ortsteils Obernburg, im nördlichen Teil des Naturparks Kellerwald-Edersee.

## Geographische Lage
Hof Lauterbach liegt etwa 1,5 km östlich von Obernburg und ca. 6 km südöstlich von Korbach auf einer weitreichenden Ebene am Rande des Bucholzes auf 361 m ü. NN. Der Hauptort der Gemeinde Vöhl befindet sich etwa 4 km weiter südlich.

## Geschichte
1126 wird Lutterbach oder Liuterbec im Ittergau erstmals urkundlich erwähnt: der Abt Erkenbert des Klosters Corvey bestätigte, für seine Abtei von den adligen Damen Riclinde und Frederun von Itter deren ererbten Allodialbesitz an der Burg Itter mit Markt und Zoll sowie den zugehörigen Allodien und Gefällen in den Dörfern Itter (Dorfitter, Thalitter), Ense (Nieder-Ense und Ober-Ense), Liuterbec und Dalewig erhalten zu haben.
1381 wurde Thile I. Wolff von Gudenberg durch Verpfändung Besitzer zunächst der waldeckschen, dann 1383 auch der landgräflich-hessischen Hälfte der Herrschaft Itter. Lauterbach war zu dieser Zeit eine Wüstung. Da aber die Itterburg für die stetig wachsende Familie Wolff von Gudenberg zu eng wurde, baute sich Thile II. oder Thile III. Wolff von Gudenberg einen befestigten Hof in Lauterbach.
Die Wolff von Gudenberg hatten die Herrschaft Itter 180 Jahre inne, bis sie 1562 durch die Landgrafen zur Einlösung des Pfandes gezwungen wurden und sich nach Höringhausen zurückziehen mussten. Hof Lauterbach gehörte nunmehr mit der gesamten einstigen Herrschaft Itter zur Landgrafschaft Hessen. Zuständig war das Gericht Itter.
Die Herrschaft Itter kam dann bei der Erbteilung der Landgrafschaft Hessen an die Darmstädter Linie. Damit wurden die Lauterbeck, wie auch die landgräflichen Güter in Vöhl und Itter, eine darmstädtische Meierei.
Von 1661 bis 1676 war Lauterbach eine der beiden Residenzen des Landgrafenbruders Georgs III., der die Herrschaft Itter als Paragium von seinem Bruder Ludwig VI. von Hessen-Darmstadt erhalten hatte. Nach 1661 ließ er hier ein von einem Wassergraben umgebenes Schloss errichten, das er im Wechsel mit dem von ihm renovierten alten Schloss der Wolff von Gudenberg in Vöhl bewohnte. Georg starb in seinem Schloss Lauerbach am 16. Juli 1676 ohne männliche Nachkommen; er wurde in Vöhl beigesetzt. Mit seinem Tod fielen seine Besitzungen an die Hauptlinie Hessen-Darmstadt zurück.
1718 wurde die Meierei Lauterbach in ein Erbleihgut umgewandelt. Der erste Pächter war der Kammerjunker und Oberberghauptmann Freiherr Philipp Franz Forstmeister von Gelnhausen, Erb-, Gerichts- und Miteigentumsherr zu Aufenau. Seine Witwe Charlotte ließ nach seinem Tod am 13. Juli 1738 das Gut von vier Konduktoren bewirtschaften. Durch Streitigkeiten zwischen Pächtern und Gutsherrschaft kam das Gut nach und nach in eine kritische Verfassung.
Am 10. Juli 1760, im Siebenjährigen Krieg, wurde das von den Franzosen besetzte Gut nach einem schweren Gefecht im Gebiet zwischen Korbach und Lauterbach durch Herzog Ferdinand von Braunschweig-Wolfenbüttel und dessen Verbündete vollständig zerstört. Nur von dem ehemaligen Wassergraben sind auch noch heute Teile vorhanden.
Im Jahre 1768 kaufte Johann-Anton Eigenbrodt, der eine Tochter aus der Familie Forstmeister von Gelnhausen geheiratet hatte, die Erbpacht an dem Gut mit Hilfe seines Vaters, dem „Landkommissarius“ Reinhard Daniel Eigenbrodt, für 5.000 Gulden und baute es wieder auf. 1786 wurde eine Kornbrennerei eingerichtet, die auch heute noch betrieben wird. Bereits ein Jahr später verkaufte er die Erbpacht an seinen Bruder Wilhelm-Ernst, da seine eigene Ehe kinderlos blieb. Wilhelm-Ernst stand in holländischem Militärdienst und verbrachte viel Zeit in den Niederlanden, wo er beträchtliche Einkünfte hatte. Er legte den Familienfriedhof westlich des Hofs an und starb am 10. Februar 1806. In der Erbleihe folgte ihm sein fünfter Sohn Wilhelm Alexander, der das alte Schlossgebäude im Jahre 1817 zu einem Herrenhaus vollständig umbauen ließ, sodass es wieder zum Prachtstück des Hofes wurde. Beim Tod von Wilhelm Alexander Eigenbrodt im Jahre 1824 waren seine vier Kinder noch unmündig, und da die Baukosten für das Herrenhaus nicht zu bezahlen waren, wollte seine Witwe den Hof schon an die Fürstliche Hofkammer zurückgeben, bis sie dann doch noch einen geeigneten Verwalter fand, der den Hof bis 1843 bewirtschaftete. Dann übernahm ihr zweiter Sohn Alexander Georg Eigenbrodt (* 23. Dezember 1813; † 30. Juli 1864) das Gut in eigene Hand. Er heiratete Henriette Staudinger vom Gutshof Thalitter und hatte mit ihr 12 Kinder. 1862 ging er als Landtagsabgeordneter nach Darmstadt, erkrankte dort an Typhus und starb bereits am 30. Juli 1864. Zunächst verwaltete seine Witwe das Gut, bis ihr zweiter Sohn, Karl Christian Eigenbrodt, ihr 1871 zur Seite trat, der das Gut 1891 nach Abfinden seiner Geschwister selbständig übernahm. Das Gut blieb bis zum Tod von Karl Christian Eigenbrodt am 29. Oktober 1934 in der Familie.
Dann entstand eine ungeteilte Erbengemeinschaft, die bisher nicht endgültig aufgelöst werden konnte. Kurt Wittmer-Eigenbrodt (1889–1975), der spätere Präsident des Hessischen Bauernverbandes und 1957–1965 Abgeordneter des Deutschen Bundestages, der Karl Eigenbrodts jüngste Tochter Hildegard (1891–1984) geheiratet und seinen Namen entsprechend geändert hatte, übernahm die Bewirtschaftung des Erbengemeinschaftlichen Guts Hof Lauterbach durch Pacht. Sein jüngster Sohn, Klaus Wittmer-Eigenbrodt, übernahm 1967 die Pachtung aus der Erbengemeinschaft, 1994 dessen Sohn Karl Wittmer-Eigenbrodt.

## Heute
Das Gut wird weiterhin landwirtschaftlich genutzt; es ist heute auf die Produktion von Saatgut spezialisiert. Auf Hof Lauterbach befindet sich außerdem eine 1786 gegründete und damit eine der ältesten Kornbrennereien Hessens, die nach einer Pause in den 1980er Jahren seit Mitte der 1990er wieder in Betrieb ist.

## Persönlichkeiten
- Karl Christian Eigenbrodt (1769–1839), Jurist und Politiker im Großherzogtum Hessen
- Reinhard Eigenbrodt (1799–1866), Jurist und Politiker im Großherzogtum Hessen
- Alexander Eigenbrodt (1813–1864), Landwirt und Politiker im Großherzogtum Hessen
- Kurt Wittmer-Eigenbrodt (1889–1975), Jurist, Landwirt und Politiker